# 尼勒戈代
尼勒戈代（Nilakkottai），是印度泰米尔纳德邦Dindigul县的一个城镇。总人口19630（2001年）。

## 人口
该地2001年总人口19630人，其中男性9887人，女性9743人；0—6岁人口2390人，其中男1210人，女1180人；识字率70.67%，其中男性为75.71%，女性为65.57%。